# Typhocesis
Typhocesis is een kevergeslacht uit de familie van de boktorren (Cerambycidae). De wetenschappelijke naam van het geslacht werd voor het eerst geldig gepubliceerd in 1863 door Pascoe.

## Soorten
Typhocesis omvat de volgende soorten:
- Typhocesis adspersa Blackburn, 1895
- Typhocesis floccosa Poll, 1887
- Typhocesis macleayi Pascoe, 1863